# 28. ceremonia wręczenia nagród Genie
28. ceremonia rozdania kanadyjskich nagród filmowych Genie odbyła się 3 marca 2008 roku w Toronto. 29 stycznia 2008 roku ogłoszono nominacje do nagród.

## Laureaci i nominowani
Laureaci nagród wyróżnieni są wytłuszczeniem

### Najlepszy film
- Daleko od niej
- Continental, film bez broni
- Wschodnie obietnice
- L'Âge des ténèbres
- Podać rękę diabłu

### Najlepszy aktor
- Gordon Pinsent − Daleko od niej
- Viggo Mortensen − Wschodnie obietnice
- Marc Labrèche − L'Âge des ténèbres
- Claude Legault − Trzy świnki
- Roy Dupuis − Podać rękę diabłu

### Najlepszy aktor drugoplanowy
- Armin Mueller-Stahl − Wschodnie obietnice
- Gilbert Sicotte − Continental, film bez broni
- Guillaume Lemay-Thivierge − Trzy świnki
- Danny Glover − Męska gra
- Michel Ange Nzojibwami − Podać rękę diabłu

### Najlepsza aktorka
- Julie Christie − Daleko od niej
- Béatrice Picard − Ma tante Aline
- Ellen Page − Fragmenty Tracey
- Anne-Marie Cadieux − Toi
- Molly Parker − Kogo cieszy słońce

### Najlepsza aktorka drugoplanowa
- Kristen Thompson − Daleko od niej
- Fanny Mallette − Continental, film bez broni
- Marie-Ginette Guay − Continental, film bez broni
- Laurence Leboeuf − Ma fille mon ange
- Véronique Le Flaguais − Comment survivre à sa mère

### Najlepszy reżyser
- Sarah Polley − Daleko od niej
- David Cronenberg − Wschodnie obietnice
- Denys Arcand − L'Âge des ténèbres
- Roger Spottiswoode − Podać rękę diabłu
- Bruce McDonald − Fragmenty Tracey

### Najlepszy scenariusz adaptowany
- Sarah Polley − Daleko od niej
- Michael Donovan − Podać rękę diabłu
- Maureen Medved − Fragmenty Tracey

### Najlepszy scenariusz oryginalny
- Steve Knight − Wschodnie obietnice
- Marc-André Lavoie, Simon Olivier Fecteau, David Gauthier − Bluff
- Douglas Coupland − Zielony zawrót głowy
- Denys Arcand −L'Âge des ténèbres
- Pierre Lamothe, Claude Lalonde − Trzy świnki

### Najlepsze zdjęcia
- Peter Suschitzky − Wschodnie obietnice
- Bruce Chun − Nitro
- Vic Sarin − Odrzuceni
- Mirosław Baszak − Podać rękę diabłu
- Alain Dostie − Jedwab

### Najlepsza muzyka
- Wschodnie obietnice
- Podać rękę diabłu
- Kraina piękna
- Fido
- Jedwab

### Najlepsza piosenka
- Podać rękę diabłu
- Young Triffie's Been Made Away With
- Męska gra

### Najlepsza scenografia
- Rob Gray, James Willcock − Fido
- André-Line Beauparlant − Continental, film bez broni
- Carol Spier − Wschodnie obietnice
- Lindsey Hermer-Bell, Justin S.B. Craig − Podać rękę diabłu
- François Séguin − Jedwab

### Najlepsze kostiumy
- Carol Poggioli, Kazuko Kurosawa − Jedwab
- Denise Cronenberg − Wschodnie obietnice
- Mary E. McLeod − Fido
- Dolly Ahluwallia − Odrzuceni
- Joyce Schure − Podać rękę diabłu

### Najlepszy montaż
- Ronald Sanders − Wschodnie obietnice
- David Wharnsby − Daleko od niej
- Jean-François Bergeron − Trzy świnki
- Susan Maggi − Męska gra
- Jeremiah Munce, Gareth C. Scales − Fragmenty Tracey

### Najlepszy dźwięk
- Stuart Wilson, Christian Cooke, Orest Sushko, Mark Zsifkovits − Wschodnie obietnice
- John J. Thomson, Stephan Carrier, Martin Lee − Citizen Duane
- Eric Fitz, Jo Caron, Gavin Fernandes, Benoît Leduc − Podać rękę diabłu
- Claude La Haye, Olivier Calvert, Bernard Gariépy Strobl, Hans Peter Strobl − Jedwab
- John Hazen, Matt Chan, Brad Dawe − Fragmenty Tracey

### Najlepszy montaż dźwięku
- Wschodnie obietnice
- Nitro
- Romeo Et Juliette
- Podać rękę diabłu
- Fragmenty Tracey

### Najlepszy dokument
- Radiant City
- Panache
- Sharkwater

### Najlepszy film krótkometrażowy
- Apres Tout
- Faire Chaluim Mhic Leoid
- Regarding Sarah
- Screening
- The Tragic Story of Nling

### Najlepszy krótkometrażowy film animowany
- Madame Tutli-Putli
- Here And There
- Jeu